# Amtsbezirk Stepping
Der Amtsbezirk Stepping war ein Amtsbezirk im Kreis Hadersleben in der Provinz Schleswig-Holstein.
Der Amtsbezirk wurde 1889 gebildet und umfasste die vier Gemeinden Andrup, Bjerndrup, Hoirup I und Stepping. 1920 wurde der Amtsbezirk aufgelöst und die Gemeinden aufgrund der Volksabstimmung in Schleswig an Dänemark abgetreten.